# غادة الكاميليا
غادة الكاميليا (بالفرنسية: La Dame aux camélias)‏ هي إحدى روايات ألكسندر دوماس الابن، والتي نشرت لأول مرة عام 1848، وتم تحويلها إلى مسرحية. عرضت المسرحية لأول مرة على مسرح فودفيل بباريس في 2 فبراير عام 1852. ولما لاقت المسرحية نجاحا ساحقا من البداية، ما لبث جوزيبي فيردي أن حولها إلى عمل موسيقي هو أوبرا لاترافييتا، والتي مثلت لأول مرة عام 1853، بعد تغيير اسم شخصية البطلة من مارجريت جوتيير إلى فيوليتا فاليري.
وبالنسبة للغة الإنجليزية، عرضت الرواية تحت عنوان كاميليا في 16 نسخة مختلفة على مسارح برودواي وحدها. غادة الكاميليا أو مارجريت جوتيير هي المرادف الأدبي لشخصية حقيقية، هي ماري دوبليس، عشيقة دوما الابن.

## القصة

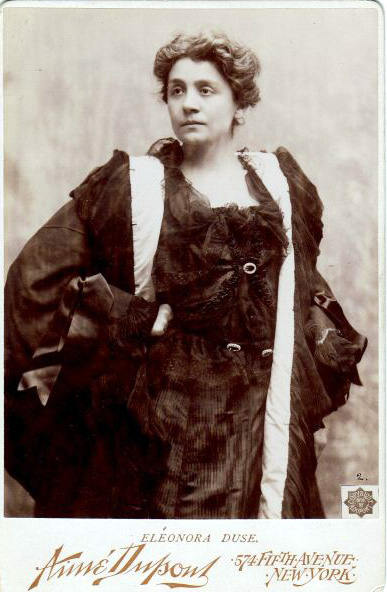
صورة توضيحية

تدور أحداث الرواية حول المحظية الشهيرة مارجريت، التي يقبلها المجتمع في هذا الدور ولكن ترفضها الأخلاق الزائفة، فتمنع استمرارية قصة حبها مع الشاب أرمان دوفال، حيث يتدخل والده لابعادها عنه. تقبل مارجريت رغبة الأب وتموت وحيدة، مواجهة المجتمع بزيفه وقسوته.
وهي على فراش الموت اتصلت بالقس لكى تعترف بخطاياها قبل الموت وعندما علم القس انه سوف يذهب إلى بيت بغي راح يقدم خطوه ويؤخر الأخرى ونادت عليه مارغريت واستمع إليها القس وعندما خرج من بيتها بعد عده ساعات امضاها مع مارغريت
قال: "مارغريت عاشت عاهرة وستموت قديسة"

## عروض مسرحية
منذ العرض الأول للمسرحية، قدمت بأشكال مختلفة على العديد من المسارح حول العالم. وأصبحت شخصية مارجريت جوتيير من الأدوار المحببة لعدد من الممثلات قمن بتأديته؛ منهن ليليان جيش، وإليونورا ديس، ومارجريت أنجلين، وإيزايبل أدجاني وخاصة لسارة برنار، والتي أدته عدد من المرات على مسارح مختلفة في باريس ولندن وعدد من مسارح برودواي، إلى جانب فيلم سينمائي عن نفس القصة، من إنتاج عام 1912. ويجدر بالذكر هنا أن سارة برنار قبل وفاتها قامت أيضا بتدريب الراقصة أيدا روبنشتاين على أداء شخصية مارجريت جوتيير من منظورها الشخصي، لتقوم أيدا باعادة تمثيل الشخصية على المسرح في منتصف العشرينات. كما استوحت مسرحية مارجريت، 2008، قصتها من نفس الرواية. إلا أن أحداث مارجريت تدور عام 1944 إبان الاحتلال الألماني لفرنسا.

## أفلام سينمائية
وبالإضافة لأوبرا لاترافييتا، اقتبست القصة في عدد من الأفلام السينمائية تجاوز العشرين في العديد من الدول وبلغات مختلفة. ومن الممثلات اللاتي قمن بتجسيد شخصية مارجريت على الشاشة الفضية: سارة برنار، وكلارا كيمبل يونج، وثيدا بارا، وجريتا جاربو، وفرانشيسكا برتيني، وإيزابيل هيوبرت، وليلى مراد وغيرهن. هذا بالإضافة لعدد من الأعمال التي استلهمت أحداثها من الرواية مثل أفلام:
- الطاحونة الحمراء Moulin Rouge.
- امرأة جميلة Pretty Woman.

### السينما المصرية
- الغندورة (مارية فولبي - عبد السلام النابلسي) 1935
- ليلى (توجو مزراحي) 1942
- عهد الهوى (أحمد بدرخان) 1955
- رجال بلا ملامح ( محمود ذو الفقار ) 1972
- عاشق الروح (أحمد ضياء الدين) 1973
- السكاكيني (حسام الدين مصطفى) 1985
- حافية على جسر الذهب (ميرفت أمين _ حسين فهمي)

## وصلات خارجية
- النصوص الكاملة في مشروع غوتنبرغ باللغة الأصلية الفرنسية وترجمة باللغة الإنجليزية
- غادة الكاميليا